# Sant Pere de Boldís Jussà
|  | No s'ha de confondre amb l'església de Sant Cristòfol de Boldís Jussà, modernament també dedicada a Sant Pere. |

Sant Pere de Boldís Jussà és l'antiga església parroquial romànica del poble de Boldís Jussà, en el terme municipal de Lladorre, a la comarca del Pallars Sobirà. Està situada una mica allunyada del poble, al seu nord-oest. La seva categoria de parroquial es transferí a l'església de Sant Cristòfol, dins del nucli de població, que fou advocada modernament també a Sant Pere. És protegida com a Bé Cultural d'Interès Local.

## Descripció
Es tracta d'un edifici d'una sola nau, escapçada més o menys per la seva meitat a l'alçada de la porta original, situada en la façana sud. La construcció d'una nova façana oest va deixar tot el sector de ponent com un àmbit semiexterior o porxos de la nova església escurçada, que és coberta amb estructura d'embigat de fusta capçada a llevant per un absis semicircular, precedit per un arc presbiteral.
A l'absis s'obren dues finestres, una al sud i una altra al centre, original, de doble esqueixada.
L'aparell és de reble, de lloses irregulars disposades horitzontalment, agafades amb fang, amb els paraments arrebossats amb morter de calç, i la volta absidial construïda amb tècnica de formigó encofrat.
Per les seves característiques, es pot considerar una obra rural del començament del segle xii que empra les tecnologies més tradicionals.

## Història
Malgrat que la capella de Sant Pere és un edifici de factura alt medieval, la primera menció que en tenim és de l'any 1904 en el Plan parroquial de l'Obispado de Urgel, que inclou dins la parròquia de Sant Pere de Boldís Jussà la capella de Sant Pere apòstol. Aquesta duplicitat d'advocacions pot portar a una certa confusió, ja que l'església parroquial de Boldís Jussà estigué tradicionalment dedicada a Sant Cristòfol, fins a una data incerta entre els segles XVII i XVIII, en què, malgrat conservar com a patró sant Cristòfol, fou dedicada a sant Pere apòstol, que és la mateixa advocació que presenta aquesta capella situada als afores de la població.